# Lights of New York (1916)
Lights of New York, também conhecido como The Lights of New York, é um filme mudo estadunidense de 1916, do gênero drama, dirigido por Van Dyke Brooke. Produzido pela Vitagraph Company of America, foi estrelado por Leah Baird e Walter McGrail. Seu estado de preservação é atualmente desconhecido, embora seja considerado perdido devido ao longo tempo sem ser visto.

## Sinopse
Na esperança de melhorar sua situação financeira, o ladrão Hawk Chovinski (Walter McGrail) contrata um instrutor de dança para ensiná-lo a se comportar como um devido cavalheiro. Depois de concluir todas as lições, Hawk então se apresenta como um nobre europeu, com a intenção de arranjar uma mulher rica para se casar. Yolande Cowles (Leah Baird), uma moça da Alta Sociedade, descobre a armação de Hawk, mas se apaixona e planeja conseguir se aproximar dele mesmo assim.

## Elenco
- Leah Baird como Yolande Cowles
- Walter McGrail como Hawk Chovinski
- Arthur Cozine como Skelly
- Adele DeGarde como Poppy Brown
- Leila Blow como Sra. Cowles
- Agnes Wadleigh como Sra. Cropsey
- Don Cameron como Martin Drake
- Edwina Robbins como Sra. Blossom
- John Costello